# Бонговил
Бонговил (на френски: Bongoville) е град в югоизточен Габон, разположен на изток от Франсвил и на запад от платото Батеке. Старото му име е Леваи (Lewai), а днес името му е сменено на Бонговил, на името на президента Омар Бонго, който е роден тук и покровителства развитието му. Населението му е 2633 жители (по данни от 2013 г.).